# Cocculinoidea
El Cocculinoidea es una superfamilia de eogasterópodos (gasterópodos marinos), la única superfamilia del clado Cocculiniformia  y uno de los principales clados de los gasterópodos según la taxonomía instaurada por (Bouchet & Rocroi, 2005). Antiguamente se considera Cocciliniformia como un superorden.

## Taxonomía
Según Bouchet & Rocroi, 2005, la superfamilia Cocculinoidea contiene las familias Bathysciadiidae y Cocculinidae.
La Cocculinoidea (Cocculinacea Dall, 1882) está combinada con la Lepetelliodea (Lepetellacea Dall, 1882) en Cocculinoformia Haszprunar, 1987, referido como un clado en Bouchet & Rocroi, 2005 a pesar de ser designado un superorder por Ponder & Lindberg, 1997. Bouchet & Rocroi (2005) deja la Cocculiniformia formada solo por Cocculinoidea, habiendo movido la familia Lepetelloidea a Vetigastropoda.

## Especies
Especies dentro de la superfamilia Cocculinoidea incluyen:
1. Bathyaltum wareni Haszprunar, 2011
2. Bathypelta pacifica (Dall, 1908)
3. Bathysciadium concentricum Dall, 1927
4. Bathysciadium costulatum (Locard, 1898)
5. Bathysciadium rotundum (Dall, 1927)
6. Bathysciadium xylophagum Warén & Carrozza En Warén, 1997
7. Bonificación petrochenkoi Moskalev, 1973
8. Xenodonta bogasoni Warén, 1993
9. Coccocrater agassizii (Dall, 1908)
10. Coccocrater pocillum (Dall, 1890)
11. Coccocrater portoricensis (Dall & Simpson, 1901)
12. Coccocrater radiatus (Thiele, 1903)
13. Coccopigya barbatula B. Un. Marshall, 1986
14. Coccopigya crebrilamina B. Un. Marshall, 1986
15. Coccopigya crinita B. Un. Marshall, 1986
16. Coccopigya hispida B. Un. Marshall, 1986
17. Coccopigya lata Warén, 1996
18. Coccopigya mikkelsenae McLean & Harasewych, 1995
19. Coccopigya oculifera B. Un. Marshall, 1986
20. Coccopigya okutanii Hasegawa, 1997
21. Coccopigya punctoradiata (Kuroda & Habe, 1949)
22. Coccopigya spinigera (Jeffreys, 1883)
23. Coccopigya viminensis (Rocchini, 1990)
24. Cocculina alveolata Schepman, 1908
25. Cocculina baxteri McLean, 1987
26. Cocculina cingulata Schepman, 1908
27. Cocculina cowani McLean, 1987
28. Cocculina craigsmithi McLean, 1992
29. Cocculina dalli Un. E. Verrill, 1884
30. Cocculina diomedae Dall, 1908
31. Cocculina emsoni McLean & Harasewych, 1995
32. Cocculina fenestrata Ardila & Harasewych, 2005
33. Cocculina japonica Dall, 1907
34. Cocculina leptoglypta Dautzenberg & H. Fischer, 1897
35. Cocculina messingi McLean & Harasewych, 1995
36. Cocculina nassa Dall, 1908
37. Cocculina oblonga Schepman, 1908
38. Cocculina ovata Schepman, 1908
39. Cocculina pacifica Kuroda & Habe, 1949
40. Cocculina rathbuni Dall, 1882
41. Cocculina subcompressa Schepman, 1908
42. Cocculina superba Clarke, 1960
43. Cocculina surugaensis Hasegawa, 1997
44. Cocculina tenuitesta Hasegawa, 1997
45. Cocculina tosaensis Kuroda & Habe, 1949
46. Fedikovella beanii (Dall, 1882)
47. Fedikovella caymanensis Moskalev, 1976
48. Macleaniella moskalevi Leal & Harasewych, 1999
49. Paracocculina cervae (Fleming, 1948)
50. Paracocculina laevis (Thiele, 1903)
51. Teuthirostria cancellata Moskalev, 1976

Especies fósiles dentro de la superfamilia Cocculinoidea incluyen:
1. † Coccopigya compuncta (Marwick, 1931)
2. † Coccopigya komitica B. Un. Marshall, 1986
3. † Coccopigya otaiana B. Un. Marshall, 1986
4. † Paracocculina pristina (B. Un. Marshall, 1986)